# Kruhari
Kruhari (en serbe cyrillique : Крухари) est un village de Bosnie-Herzégovine. Il est situé dans la municipalité de Sanski Most, dans le canton d'Una-Sana et dans la fédération de Bosnie-et-Herzégovine. Selon les premiers résultats du recensement bosnien de 2013, il compte 168 habitants.

## Histoire
Sur le territoire du village se trouve l'ensemble commémoratif de Šušnjar, construit dans les années 1970 et qui rappelle le massacre de 27 civils serbes le 8 mai 1941 ; le mémorial est inscrit sur la liste des monuments nationaux de Bosnie-Herzégovine.

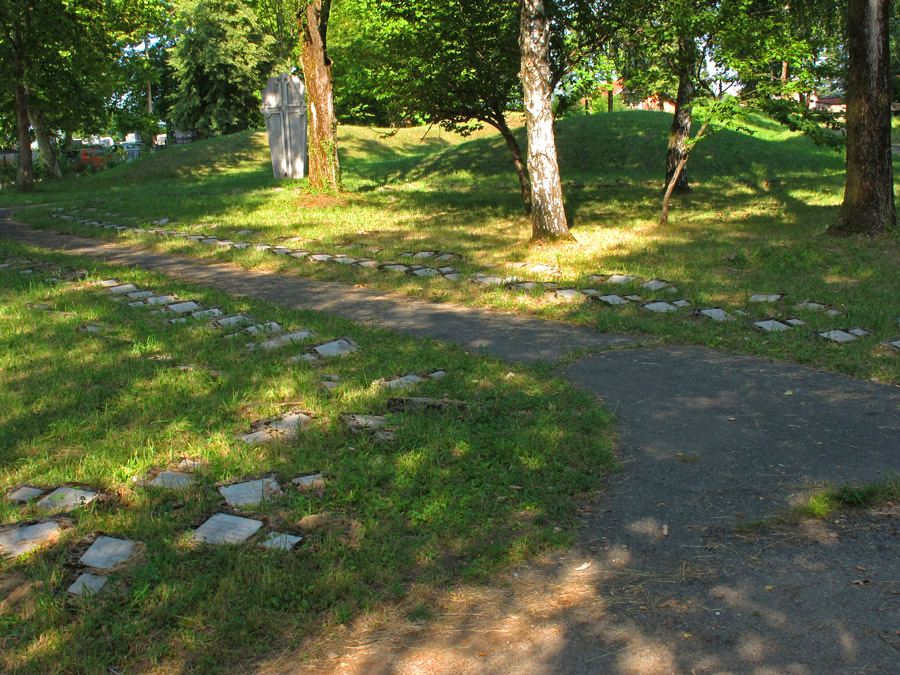
L'ensemble commémoratif de Šušnjar

## Démographie

### Évolution historique de la population dans la localité
| 1948 | 1953 | 1961  | 1971  | 1981  | 1991 | 2013 |
| ---- | ---- | ----- | ----- | ----- | ---- | ---- |
| -    | -    | 1 018 | 1 331 | 1 481 | 803  | 168  |

|  |